# Marie von Frisch

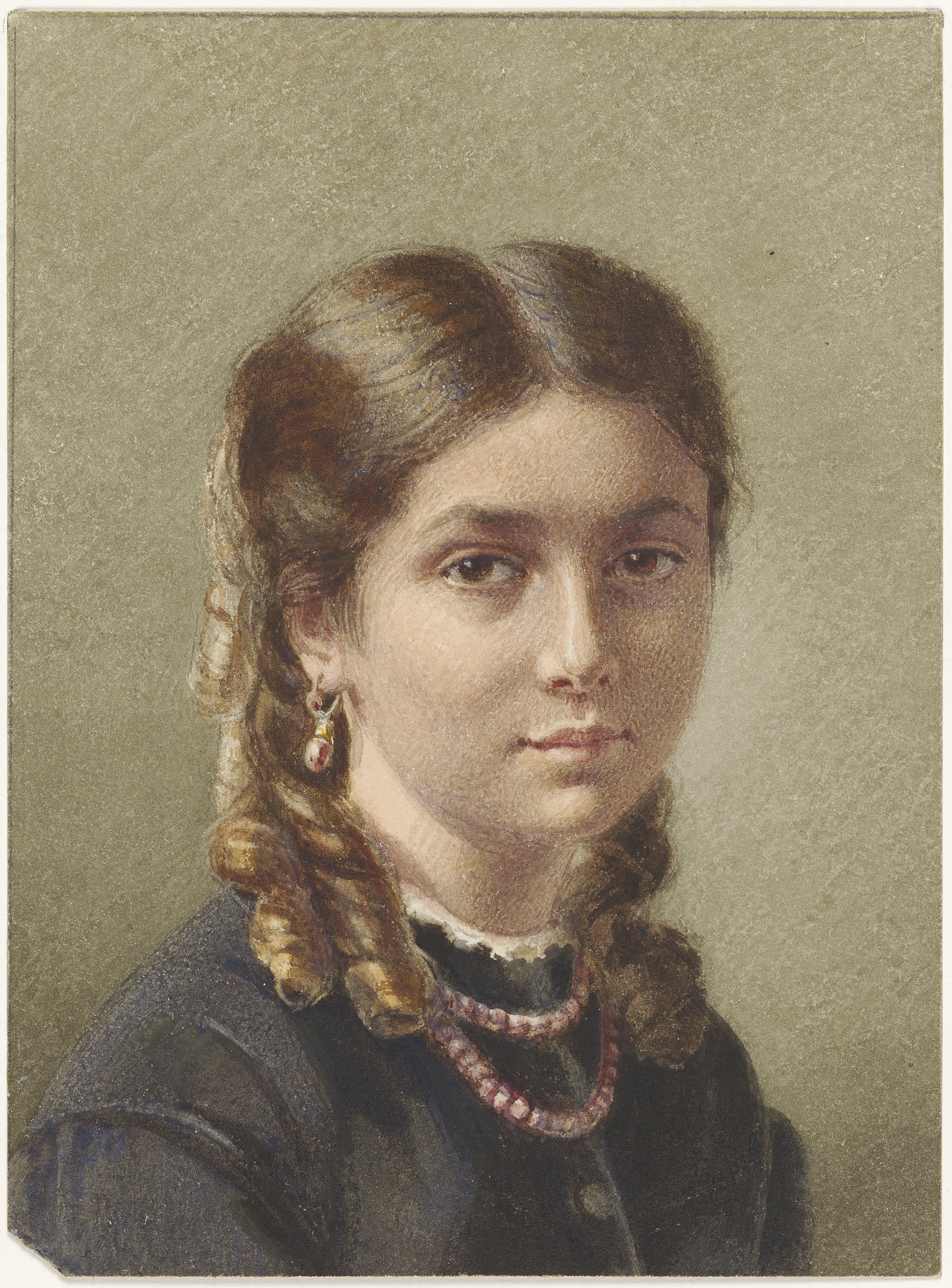
Porträt, um 1869

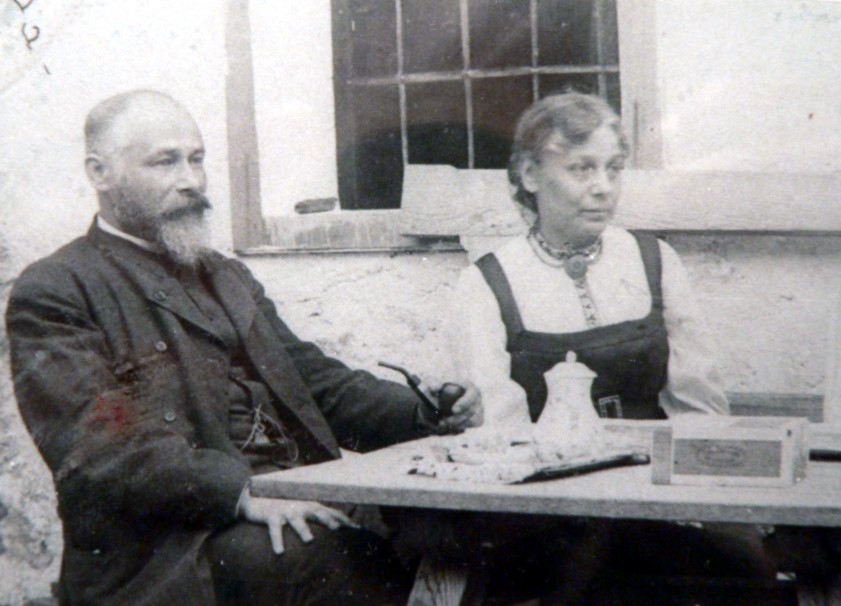
Mit Bruder Adolf Exner 1893

Marie von Frisch, geborene Marie Exner (geboren 9. Dezember 1844; gestorben 6. April 1925 in Wien) war eine österreichische Autorin und die Frau von Anton von Frisch. Bekannt ist sie durch ihre langjährige Korrespondenz mit Gottfried Keller.

## Leben
Marie Exner entstammte als Tochter des Philosophen und Schulreformers Franz Serafin Exner und Charlotte Dusensy einer der einflussreichsten Akademikerfamilien der österreichisch-ungarischen Monarchie. Sie hatte vier berühmt gewordene Brüder: Adolf Exner, Karl Exner, Sigmund Exner und Franz Serafin Exner. 1867 erfolgte ihre Verlobung mit dem Historiker Ludwig Zitkovsky. Zwischen 1869 und 1872 unternahm sie Reisen nach Zürich zu ihrem Bruder Adolf Exner. 1872 begegnete sie erstmals Gottfried Keller. 1874 kam es zur Heirat mit dem Urologen Anton von Frisch. 1875, 1877, 1878 und 1886 folgten die Geburten der vier Söhne Hans, Otto, Ernst und Karl. Ihr jüngster Sohn, der Zoologe Karl von Frisch, entdeckte die Sprache der Bienen und bekam den Nobelpreis für Medizin. Sie wurde am Dornbacher Friedhof bestattet.
Von 1895 an pflegte Marie von Frisch eine Freundschaft mit Marie von Ebner-Eschenbach und ab 1897 auch mit Ricarda Huch. Sie wurde auch bekannt durch ihre Freundschaft und den Briefwechsel mit Gottfried Keller, der bis zu dessen Tod 1890 währte.